# Paul Bettany
Paul Bettany, född 27 maj 1971 i London, är en brittisk skådespelare. 

## Biografi
Båda Paul Bettanys föräldrar (Thane Bettany och Anne Kettle) var skådespelare. Han slog igenom för en större publik i En riddares historia år 2001, där han porträtterade Geoffrey Chaucer, men hade gjort flera filmroller dessförinnan. Samma år (2001) kom A Beautiful Mind, i vilken Bettany hade en mindre roll och skådespelade gentemot Russell Crowe. Han spelade mot Russell Crowe igen 2003 i Master and Commander - Bortom världens ände, regisserad av Peter Weir. Han var även med i Da Vincikoden (från 2006) där han spelade Silas.
Han är, sedan 2003, gift med skådespelerskan Jennifer Connelly, som han träffade under inspelningen av A Beautiful Mind. De har en son, Stellan, född 2003, uppkallad efter Stellan Skarsgård, som han lärde känna under inspelningen av Dogville och som han har beskrivit som en av sina stora förebilder. Han har även en dotter som heter Agnes.
Bettany blev 2003 nominerad för en BAFTA Film Award för bästa manliga biroll för sin roll som Stephen Maturin i Master and Commander – Bortom världens ände.
När Bettany var 16 år dog hans bror Matthew, som var åtta år, i ett fall från ett tak på en tennispaviljong i Queenswood.

## Filmografi
| År   | Titel                                       | Roll                         | Anmärkning                          |
| ---- | ------------------------------------------- | ---------------------------- | ----------------------------------- |
| 1997 | Bent                                        | Captain                      |                                     |
| 1997 | Sharpe                                      | Prins William of Orange      | TV-serie                            |
| 1998 | Coming Home                                 | Edward Carey-Lewis           | TV-film                             |
| 1998 | Killer Net                                  | Joe Hunter                   | TV-miniserie                        |
| 1998 | The Land Girls                              | Philip                       |                                     |
| 1999 | Every Woman Knows a Secret                  | Rob                          | TV-miniserie                        |
| 1999 | After the Rain                              | Steph                        |                                     |
| 2000 | Kiss Kiss (Bang Bang)                       | Jimmy                        |                                     |
| 2000 | The Suicide Club                            | Shaw                         |                                     |
| 2000 | David Copperfield                           | James Steerforth             | TV-film                             |
| 2000 | Dead Babies                                 | Quentin                      |                                     |
| 2000 | Gangster No. 1                              | Ung Gangster                 |                                     |
| 2001 | En riddares historia                        | Geoffrey Chaucer             |                                     |
| 2001 | A Beautiful Mind                            | Charles Herman               |                                     |
| 2002 | The Heart of Me                             | Rickie                       |                                     |
| 2002 | Euston Road                                 | "Y"                          | Kortfilm                            |
| 2003 | Master and Commander - Bortom världens ände | Dr. Stephen Maturin          |                                     |
| 2003 | The Reckoning                               | Nicholas                     |                                     |
| 2003 | Dogville                                    | Tom Edison                   |                                     |
| 2004 | Wimbledon                                   | Peter Colt                   |                                     |
| 2006 | Da Vinci-koden                              | Silas                        |                                     |
| 2006 | Firewall                                    | Bill Cox                     |                                     |
| 2008 | The Secret Life of Bees                     | T. Ray Owens                 |                                     |
| 2008 | inkheart                                    | Dustfinger                   |                                     |
| 2008 | Iron Man                                    | J.A.R.V.I.S. (röst)          |                                     |
| 2008 | Broken Lines                                | Chester                      |                                     |
| 2009 | Young Victoria                              | Lord Melbourne               |                                     |
| 2009 | Creation                                    | Charles Darwin               |                                     |
| 2010 | Legion                                      | Michael                      |                                     |
| 2010 | Iron Man 2                                  | J.A.R.V.I.S. (röst)          |                                     |
| 2010 | The Tourist                                 | John Acheson                 |                                     |
| 2011 | Priest                                      | Präst                        |                                     |
| 2011 | Margin Call                                 | Will Emerson                 |                                     |
| 2012 | The Avengers                                | J.A.R.V.I.S. (röst)          |                                     |
| 2013 | Blood                                       | Joe Fairburn                 |                                     |
| 2013 | Iron Man 3                                  | J.A.R.V.I.S. (röst)          |                                     |
| 2014 | Transcendence                               | Max                          |                                     |
| 2014 | Shelter                                     | -                            | Endast regissör och manusförfattare |
| 2015 | Mortdecai                                   | Jock Strapp                  |                                     |
| 2015 | Avengers: Age of Ultron                     | Vision / J.A.R.V.I.S. (röst) |                                     |
| 2015 | Legend                                      | Charlie Richardson           |                                     |
| 2016 | Captain America: Civil War                  | Vision                       |                                     |
| 2017 | Manhunt: Unabomber                          | Theodore Kaczynski           | TV-miniserie                        |
| 2017 | Journey's End                               | Osborne                      |                                     |
| 2018 | Avengers: Infinity War                      | Vision                       |                                     |
| 2018 | Solo: A Star Wars Story                     | Dryden Vos                   |                                     |
| 2020 | Uncle Frank                                 | Frank Bledsoe                |                                     |
| 2021 | WandaVision                                 | Vision                       | TV-serie                            |